# Phaonia venicurva
Phaonia venicurva är en tvåvingeart som först beskrevs av Stein 1904.  Phaonia venicurva ingår i släktet Phaonia och familjen husflugor. Inga underarter finns listade i Catalogue of Life.